# Euphorbia centralis
Euphorbia centralis är en törelväxtart som beskrevs av B.G.Thomson. Euphorbia centralis ingår i släktet törlar, och familjen törelväxter. Inga underarter finns listade i Catalogue of Life.